# Град (община Град)
Вижте пояснителната страница за други значения на Град.
Град (на словенски: Grad) е село в Североизточна Словения, административен център на община Град.
Името му на словенски означава „замък, крепост“. Населението му се състои от 686 души според преброяването от 2002 г.

## Селища в общината
Долни Славечи (Dolnji Slaveči), Град, Ковачевци (Kovačevci), Крупливник (Kruplivnik), Мотоволци (Motovilci), Радовци (Radovci), Видонци (Vidonci).